# George Foreman
George Edward Foreman (10 tháng 1 năm 1949 – 21 tháng 3 năm 2025) là một cựu võ sĩ quyền anh chuyên nghiệp người Mỹ, doanh nhân, giáo sĩ và tác giả. Trong quyền anh, ông có biệt danh là "George lớn" (Big George) và thi đấu từ năm 1967 đến năm 1997. Ông là nhà vô địch hạng nặng thế giới hai lần và từng đoạt huy chương vàng Olympic. Là một doanh nhân, ông được biết đến với thương hiệu George Foreman Grill.
Ông trải qua một tuổi thơ đầy khó khăn, Foreman tham gia quyền anh nghiệp dư và giành được huy chương vàng ở hạng nặng tại Thế vận hội Mùa hè 1968. Chuyển sang chuyên nghiệp vào năm sau, ông ấy đã giành được danh hiệu hạng nặng thế giới với trận đấu loại trực tiếp với Joe Frazier, người đã bất bại ở vòng hai vào năm 1973. Ông ấy đã bảo vệ đai hai lần trước khi chịu trận thua chuyên nghiệp đầu tiên trước Muhammad Ali trong trận "Rumble in the Jungle" mang tính biểu tượng vào năm 1974. Không thể đảm bảo một cơ hội danh hiệu khác, Foreman giải nghệ sau trận thua Jimmy Young vào năm 1977.
Sau khi mơ thấy Chúa và ông gọi là một sự hiển linh thần thánh, Foreman đã trở thành một giáo sĩ Cơ đốc được phong chức. Mười năm sau, ông đã tuyên bố trở lại võ đài, và vào năm 1994 ở tuổi 45 đã giành được danh hiệu vô địch hạng nặng WBA, IBF và Lineal championship hạng nặng bằng cách hạ gục Michael Moorer, 26 tuổi. Ông đã đánh rơi đai WBA thay vì đối mặt với việc bảo vệ danh hiệu bắt buộc của mình ngay sau đó, và sau một lần bảo vệ danh hiệu thành công trước Axel Schulz, Foreman cũng từ bỏ danh hiệu IBF của mình vào ngày 28 tháng 6 năm 1995. Ở tuổi 46 và 169 ngày, ông là  nhà vô địch hạng nặng thế giới lớn tuổi nhất trong lịch sử. Foreman là người lớn tuổi nhất từng giành chức vô địch quyền anh hạng nặng thế giới ở các danh hiệu lớn và là người lớn tuổi thứ hai ở bất kỳ hạng cân nào sau Bernard Hopkins (ở hạng nặng nhẹ - Light heavyweight). Ông giải nghệ năm 1997 ở tuổi 48, với thành tích chung cuộc là 76 trận thắng (68 knockout) và 5 trận thua.
Foreman đã được ghi danh vào Đại sảnh Danh vọng Quyền anh Thế giới và Đại sảnh Danh vọng Quyền anh Quốc tế. Tổ chức Nghiên cứu Quyền anh Quốc tế đánh giá Foreman là võ sĩ hạng nặng thứ 8 vĩ đại nhất mọi thời đại. Năm 2002, ông được The Ring vinh danh là một trong 25 võ sĩ vĩ đại nhất trong 80 năm qua. The Ring xếp Foreman là tay đấm thứ 9 vĩ đại nhất mọi thời đại. Ông ấy là nhà phân tích bên lề cho chương trình quyền anh của HBO trong 12 năm cho đến năm 2004. Ngoài quyền anh, Foreman còn là một doanh nhân thành đạt và được biết đến với việc quảng bá thương hiệu lò nướng George Foreman Grill, đã bán được hơn 100 triệu chiếc trên toàn thế giới. Năm 1999, Foreman đã bán bản quyền thương mại của lò nướng này với giá 138 triệu USD.

## Cuộc sống đầu đời
George Foreman sinh ra ở Marshall, Texas. Ông lớn lên trong cộng đồng Fifth Ward của Houston, Texas, với 6 anh chị em. Mặc dù ông được nuôi dưỡng bởi J. D. Foreman, người mà mẹ ông đã kết hôn khi George còn nhỏ, cha ruột của ông là Leroy Moorehead. Theo lời thừa nhận của chính mình trong cuốn tự truyện, George là một thanh niên hay gây rắc rối. Anh ta bỏ học năm 15 tuổi và dành thời gian làm một kẻ cướp vặt. Ở tuổi 16, Foreman đã thay đổi và thuyết phục mẹ đăng ký cho anh ta vào Job Corps sau khi nhìn thấy quảng cáo về Job Corps trên TV. Foreman lấy bằng GED và được đào tạo để trở thành thợ mộc và thợ nề. Sau khi chuyển đến Pleasanton, California, với sự giúp đỡ của một người giám sát, anh ấy bắt đầu tập luyện quyền anh. Foreman quan tâm đến bóng bầu dục và rất thần tượng Jim Brown, nhưng lại từ bỏ nó để theo đuổi quyền anh.

## Sự nghiệp quyền anh nghiệp dư

### Thế vận hội Mùa hè 1968

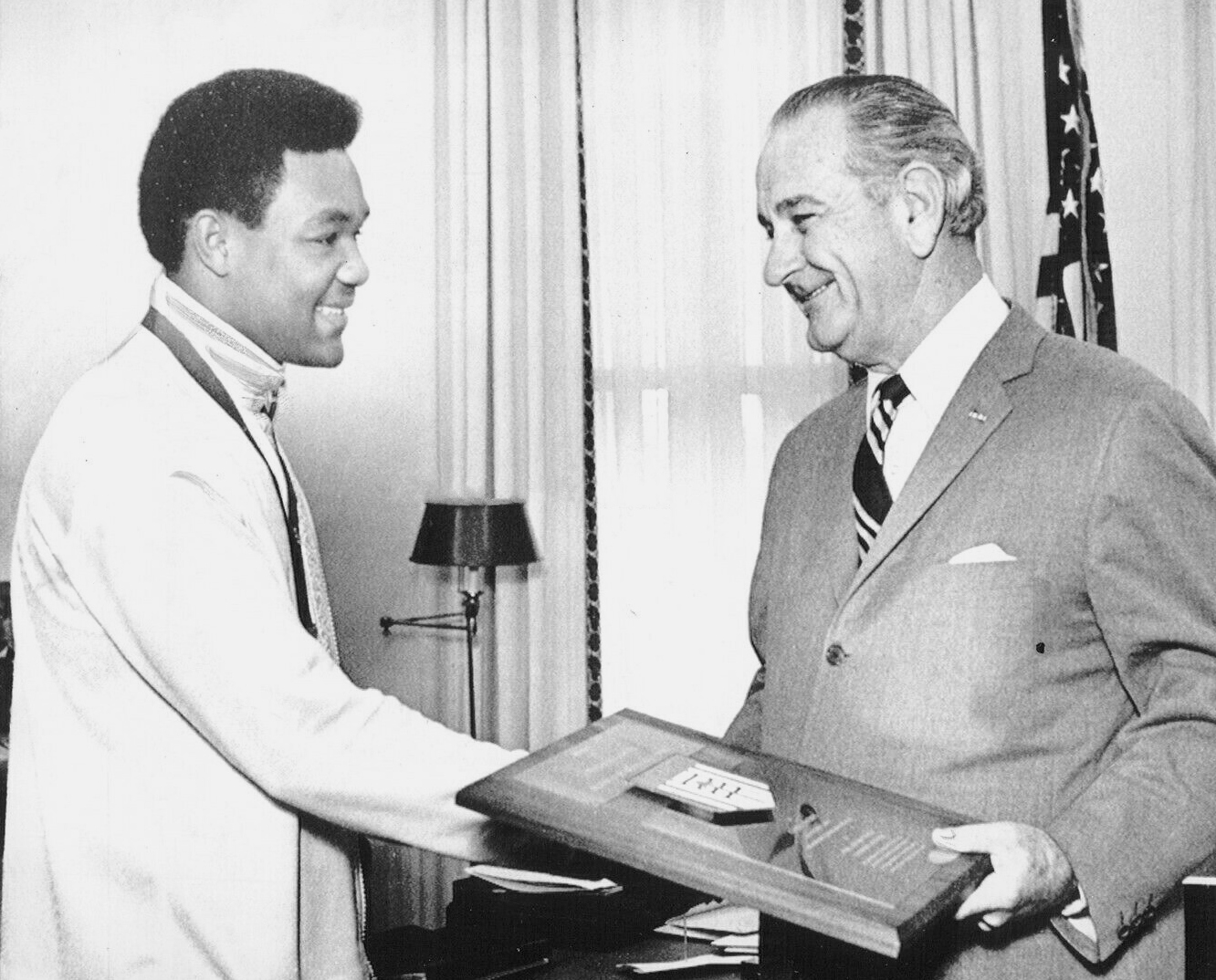
Foreman với Tổng thống Lyndon B. Johnson năm 1968

Foreman đã giành được huy chương vàng môn Boxing hạng nặng tại Thế vận hội Olympic Mexico năm 1968. Trong trận chung kết, Foreman đánh bại Jonas Čepulis của Liên Xô; trọng tài dừng trận đấu ở hiệp thứ hai. Khuôn mặt của Čepulis đã chảy máu trong hiệp đầu tiên sau những cú đấm của Foreman, và phải dừng trận đấu hiệp thứ hai. Čepulis, chơi quyền anh ở Litva, là một cựu binh 29 tuổi với sự nghiệp boxing nghiệp dư kéo dài 12 năm, trải qua hơn 220 trận đấu, khá kinh nghiệm và hơn Foreman 10 tuổi.
- Vòng 16: đánh bại Lucjan Trela (Ba Lan) bằng điểm, 4–1.
- Tứ kết: đánh bại Ion Alexe (Romania) trọng tài phải cho dừng trận đấu, hiệp 3.
- Bán kết: đánh bại Giorgio Bambini (Ý) knockout ở hiệp 2.
- Chung kết: đánh bại Jonas Čepulis (Liên Xô) trọng tài phải cho dừng trận đấu, hiệp 2.

Sau khi giành huy chương vàng, Foreman đi vòng quanh võ đài mang theo một lá cờ nhỏ của Hoa Kỳ và cúi chào đám đông. Foreman khẳng định rằng việc giành được huy chương vàng Olympic là thành tích mà anh ấy tự hào nhất trong sự nghiệp quyền anh của mình, hơn cả hai danh hiệu thế giới của anh ấy.

### Nổi bật
- Anh ấy thắng trận đấu nghiệp dư đầu tiên vào ngày 26 tháng 1 năm 1967, bằng cách hạ knockout đối thủ ở vòng đầu tiên trong Giải đấu đai kim cương Parks.[19]
- Anh ấy đã giành chiến thắng trong Giải đấu Găng tay vàng San Francisco Examiner's ở Junior Division vào tháng 2 năm 1967.[19]
- Tháng 2 năm 1967, anh hạ đo ván Thomas Cook để giành giải Găng tay vàng Las Vegas ở Senior Division.[19]
- Vào tháng 2 năm 1968, anh hạ gục L.C. Brown để giành được Danh hiệu Cao cấp của San Francisco Examiner's tại San Francisco.[19]
- Tháng 3 năm 1968, anh giành đai vô địch quyền anh hạng nặng tại Toledo, Ohio, đấu với Henry Crump của Philadelphia trong trận chung kết.[19]
- Anh đấu năm hiệp vào hai dịp khác nhau vào tháng 7 năm 1968 với cựu vô địch hạng nặng thế giới Sonny Liston (Liston đấu với găng tay Everlast 22 oz đặt làm riêng, Foreman sau đó kể lại rằng Liston là người duy nhất buộc anh phải liên tục lùi lại trên võ đài.)[19]
- Vào ngày 21 tháng 9 năm 1968, anh giành chiến thắng trong quyết định lần thứ hai trước Otis Evans để dành quyền vào đội tuyển quyền anh Hoa Kỳ tham dự Thế vận hội Mexico 1968.[19]
- Foreman đã có thành tích quyền anh nghiệp dư 16–4 khi tham dự Thế vận hội. Anh hạ gục Jonas Čepulis của Liên Xô để giành Huy chương vàng hạng nặng Thế vận hội. Anh ấy được Robert (Pappy) Gault huấn luyện cho lần tham gia Thế vận hội này.[19]
- Thành tích nghiệp dư của anh ấy là 22–4 khi anh ấy chuyển sang thi đấu chuyên nghiệp.[3][19]

## Sự nghiệp quyền anh chuyên nghiệp

### Sự nghiệp ban đầu
Foreman chuyển sang thi đấu chuyên nghiệp vào năm 1969 với trận hạ đo ván Donald Walheim trong 3 hiệp tại Thành phố New York. Anh ấy đã có tổng cộng 13 trận đấu trong năm đó, chiến thắng tất cả (11 trận hạ đối thủ đo ván).
Năm 1970, Foreman tiếp tục tiến tới danh hiệu hạng nặng một cách thuyết phục, giành chiến thắng trong tất cả 12 trận đấu của mình (11 trận hạ đo ván đối thủ). Trong số những đối thủ mà anh ta đánh bại có Gregorio Peralta, người mà Foreman đã đấu tại Madison Square Garden, mặc dù Peralta cho thấy rằng Foreman rất dễ bị phản đòn nhanh kết hợp với phong cách quyền anh quyết đoán. Foreman sau đó đã hạ đo ván George Chuvalo trong ba hiệp. Sau chiến thắng này, Foreman đã đánh bại Charlie Polite trong 4 hiệp và Boone Kirkman trong 3 hiệp. Peralta và Chuvalo là những chiến thắng cấp thế giới đầu tiên của Foreman. Peralta là võ sĩ hạng nặng hạng 10 trên thế giới vào tháng 1 năm 1970 trên The Ring, trong khi Chuvalo đứng thứ 7 trên thế giới theo số tháng 3 năm 1971 của The Ring.
Năm 1971, Foreman thắng thêm 7 trận nữa, thắng tất cả bằng cách hạ đo ván đối thủ, bao gồm cả trận tái đấu với Peralta, người mà anh ấy đã đánh bại bằng hạ đo ván ở vòng thứ 10 và trận chung kết ở Oakland, California, và chiến thắng trước Leroy Caldwell, người mà anh ấy đã hạ gục trong vòng thứ hai. Sau khi lập kỷ lục 32–0 (29 trận hạ đo ván), Foreman được Hiệp hội Quyền Anh Thế giới và Hội đồng Quyền Anh Thế giới xếp hạng là người thách đấu số một.